# Georges Briata
 (mai 2014).
Si vous disposez d'ouvrages ou d'articles de référence ou si vous connaissez des sites web de qualité traitant du thème abordé ici, merci de compléter l'article en donnant les références utiles à sa vérifiabilité et en les liant à la section « Notes et références ».
 (mai 2014).
- Si vous ne connaissez pas le sujet, laissez ce bandeau (vous pouvez alors contacter les auteurs).
- Si vous supprimez le contenu mis en cause (vous pouvez préalablement contacter les auteurs),

argumentez précisément cette suppression dans la page de discussion
(un manque de référence n'est pas un argument ; une recherche réelle de référence doit avoir été effectuée, être formellement documentée).
Georges Briata, né le 5 janvier 1933 et mort le 7 décembre 2019 à Marseille, est 
un peintre français.

## Biographie
Né dans le quartier de Saint-Barnabé à Marseille, Georges Briata est le fils de Marius Briata, tourneur sur métaux et de Julienne Lugon-Moulin, son épouse, pianiste pour films muets dans les cinémas.
C'est avec l'accord paternel qu'il entre à l'École supérieure des beaux-arts de Marseille. Il y obtient le prix Stanilas-Torrents et le prix Poggioli en 1947. Après être passé à l'École nationale supérieure des beaux-arts de Paris pour y préparer le prix de Rome — qu'il n'obtient pas — il choisit de s'orienter vers une carrière plus stable en prenant le chemin des arts décoratifs, pensant devenir décorateur ou publicitaire. Il est admis premier au concours de l'École nationale supérieure des arts décoratifs de Paris en 1951, et en sortira avec un diplôme d'art mural.
En 1955, il fréquente l'atelier de Marcel Gromaire qui aura une influence profonde sur son travail. C'est cette même année, on le voit faire une figuration dans le film Gervaise, de René Clément.
Après avoir rempli ses obligations militaire, il épouse Yolande avec qui il aura  trois fils, Georges, Charles et Dominique.
En 1960, il devient professeur à l'École supérieure des beaux-arts de Marseille. Parmi les membres du jury du concours se trouve le sculpteur Paul Belmondo. Puis il rencontre André Maurice à la galerie Jouvène à Marseille, où il exposera régulièrement jusqu'en 1990. Il fera la connaissance d'autres peintres, poètes et journalistes comme Guy Charon, Raymond Guerrier, Eugène Ionesco, Albert Lauzero, André Roussin, Axel Toursky ou Jacques Winsberg.
En mai 1968, il rencontre Vincente, qu'il épousera et lui donnera une fille, Laurence Briata, musicienne et comédienne. Le succès arrivant, il expose aux quatre coins du monde : Tokyo, New York, Montréal, Genève, Beyrouth, Boston, Grand Rapid's, Miami Beach, Lyon, Paris.
Il devient membre de l'Académie des sciences, lettres et arts de Marseille le 15 mars 2006.
Georges Briata peint des nus, des paysages, des portraits, des scènes de vie quotidienne, des scènes de cirque, des corridas, des orchestres de jazz… En 2014, sa production est estimée à plus de 4 500 œuvres.

## Œuvres dans les collections publiques
- Marseille :
  - Académie de Marseille : La Marseillaise, 1999.
  - hôtel de préfecture des Bouches-du-Rhône.
  - musée Cantini.
  - musée Rouget-de-l'Isle[Information douteuse]
  - ville de Marseille : neuf toiles[Où ?][réf. nécessaire].
- Rouen, hôtel de préfecture de la Seine-Maritime.
- Localisation inconnue, ferry Danielle Casanova : Calanques, 2002, trois toiles.

### Illustrations
- 7 contes de Provence pour Ricard, 1966[6].
- Corse, 12 lithographies pour un ouvrage d'art sur la Corse[Lequel ?] aux éditions Blanc, 1976.
- La Corrida, de Pierre Cordelier, 9 lithographies de Briata, Art Graphica, 1979, 99 p.

### Affiches
- Marseille en fleurs, 1994.
- Féria de Nîmes, 1998.
- Vœux du Maire aux Marseillais, 2003, représentant 9 toiles de Briata, commande de Jean-Claude Gaudin en hommage au peintre.

## Expositions
Personnelles
- Marseille, galerie Jouvène, de 1960 à 1990.
- Musée Granet à Aix-en-Provence, 1972.
- Palais de Beaulieu à Lausanne en 1977.
- Lyon, galerie Saint-Hubert depuis 1982.
- Ville de Chartres, 1983.
- 1987 : château de Rougemont, Gironde ; Institut culturel de Beyrouth au Liban ; galerie de l'Isle à Montréal, Canada.
- 1988 : château d'Homécourt à Metz - Musée de l'Empéri à Salon d Provence.
- 1992 : Béziers ; International Graphic Museum à Machida au Japon, à Tokyo conférence La peinture en Provence.
- Tokyo, en 1993, Setagaya Art Museum (Setagaya).
- Montréal, 1995.
- Marseille, galerie Asakusa, de 2000 à 2003.
- Marseille, musée de la Tour Saint-Jean, galerie Stammegna et Chambre de commerce de Marseille, 50 ans de Peinture en hommage à Georges Briata, 2003.
- Musée d'art moderne de la ville de Paris, 2004.
- Paris, musée de l'Orangerie, rétrospective, 2007.
- Briatta " Rétrospective " (à travers la France), 2008.
- Marseille. Rétro Jazz. Musée d'histoire naturelle. Palais Longchamp.
- Trets, château des Remparts, rétrospective du 7 au 21 mars 2014.
- Château de la Buzine, Allégorie de la couleur, de février à septembre 2014.

Collective
- Galerie Montmorency[Où ?], 1960.